# Коваленко, Василий Степанович
Василий Степанович Коваленко (24 августа 1930, с. Чабановка , Кременской район, Луганская область, УССР, СССР — 13 мая 2016, Минск, Белоруссия) — советский белорусский спортсмен, позднее судья и тренер (пулевая стрельба). Заслуженный тренер СССР и БССР. Мастер спорта СССР. Судья всесоюзной категории по пулевой стрельбе. тренер высшей категории, Преподавал в МУОР № 2 города Минска.

## Биография
Родился 24 августа 1930 года в селе Чабановка Кременского района Луганской области Украинской ССР.
Трудовая деятельность в качестве тренера начал в Северодонецке.
В 1981 году вместе с семьей переехал в Минск, где работал тренером в 7 СКА КБВО по подготовке спортсменов-стрелков в упражнении «бегущий кабан», а также в специализации «женский пистолет». За время тренерской деятельности воспитал достойную плеяду советских и белорусских спортсменов, среди них заслуженные мастера спорта СССР, чемпионы мира и Европы, рекордсмены мира: Ю. Заволодько, С. Лузов, А. Послов; МСМК: рекордсмены мира и Европы В. Янковский, С. Романов, и многие другие.
Вместе с сыновьями работал до 2014 года. Его ученики становились победителями чемпионатов мира и Европы по движущейся мишени и в женском пистолете, первенства Европы и мира (пистолетная группа юниоры): Горбач А., Посох К., (движущаяся мишень юниорки) Маркова О., Панковец Л., Бондаренко М. и другие.
Подготовил 42 мастера спорта СССР международного класса и более 220 мастеров спорта СССР по стрельбе пулевой.

## Семья
Супруга: Коваленко Р. М. (1940—2018), сыновья: Владимир Васильевич Коваленко (МС СССР Международного класса по стрельбе пулевой), тренер высшей категории; Виктор Васильевич Коваленко (МС СССР по стрельбе пулевой), бизнесмен.